# Internet Watch Foundation
La Internet Watch Foundation (IWF, Fundación de vigilancia de Internet) es una organización benéfica registrada con sede en Cambridgeshire, Inglaterra. Afirma que su cometido es "minimizar la disponibilidad de contenido de abuso sexual en línea, específicamente imágenes y videos de abuso sexual infantil alojados en cualquier parte del mundo e imágenes de abuso sexual infantil no fotográficas alojadas en el Reino Unido". El contenido que incitaba al odio racial se eliminó de los objetivos de la IWF después de que se creara un sitio web de la policía con ese propósito en abril de 2011. La IWF también solía recibir informes de contenido para adultos criminalmente obsceno alojado en el Reino Unido. Esto fue eliminado de los objetivos de la IWF en 2017. Como parte de su función, la IWF dice que "proporcionará a los socios una lista de URL actual y precisa para permitir el bloqueo de contenido de abuso sexual infantil". Tiene "un servicio nacional de informes de línea directa excelente y receptivo" para recibir informes del público. Además de recibir referencias del público, sus agentes también realizan búsquedas proactivas en la web abierta y la web profunda para identificar imágenes y videos de abuso sexual infantil. Luego, puede solicitar a los proveedores de servicios que eliminen los sitios web que contienen las imágenes o que los bloqueen si quedan fuera de la jurisdicción del Reino Unido.
Si se encuentra en la web abierta, rastrea dónde se aloja el contenido (geográficamente) y emite directamente un aviso a la empresa de alojamiento para que elimine las imágenes (si está alojado en el Reino Unido) o trabaja con una red de líneas directas y policías en todo el mundo que siguen el proceso de su propio país para eliminar las imágenes. 
Más del 99% de todas las imágenes de abuso sexual infantil encontradas por la IWF están alojadas fuera del Reino Unido. En este caso, mientras se trabaja para eliminar las imágenes, IWF coloca la dirección web en su Lista de URL para que los socios bloqueen el contenido. 
Desde 2010, la Oficina de Comercio Gubernamental (OGC) requirió que todas las especificaciones de adquisición para la prestación de servicios relacionados con Internet a agencias gubernamentales y organismos públicos requieran que el proveedor de servicios de Internet (ISP) bloquee el acceso a los sitios en la lista de la IWF.
La IWF opera asociaciones informales con la policía, el gobierno, el sector público y las empresas de Internet de todo el mundo.
Originalmente formada para vigilar la sospecha de pornografía infantil en línea, el mandato de la IWF se amplió posteriormente para cubrir material criminalmente obsceno. La IWF adopta una postura firme en contra del término "pornografía infantil" y en su sitio web cita "utilizamos el término abuso sexual infantil para reflejar la gravedad de las imágenes y videos con los que tratamos. La pornografía infantil no es una descripción aceptable. Un niño no puede consentir su propio abuso”.
La IWF es una organización benéfica incorporada, limitada por garantía y financiada en gran parte por contribuciones voluntarias de proveedores de servicios de comunicaciones del Reino Unido, incluidos ISP, operadores de telefonía móvil, asociaciones comerciales de Internet, motores de búsqueda, fabricantes de hardware y proveedores de software. Actualmente también recibe financiación de la Unión Europea al incluir un tercio del UK Safer Internet Centre. La IWF está gobernada por una Junta de Fideicomisarios que consta de un presidente independiente, seis representantes que no pertenecen a la industria, tres representantes de la industria más un representante independiente cooptado con especialización en derechos humanos. La Junta supervisa y revisa el mandato, la estrategia, la política y el presupuesto de la IWF para permitir que la IWF logre sus objetivos. La IWF opera desde oficinas en Vision Park, cerca de Cambridge.
Ha sido criticada como una organización ineficaz que no merece su estatus de organización benéfica, por producir un número excesivo de falsos positivos, por el secreto de sus procedimientos y por las malas implementaciones técnicas de sus políticas que han degradado el tiempo de respuesta de todo Internet en el Reino Unido.
La IWF afirma haber logrado reducir el porcentaje de imágenes de abuso sexual infantil en todo el mundo que se alojan en el Reino Unido del 18% en 1996 al 0,04% en 2018.

## Historia
En 1996, la Policía Metropolitana dijo a la Asociación de Proveedores de Servicios de Internet (ISPA) que el contenido de algunos de los grupos de noticias puestos a disposición por ellos era ilegal, que consideraban que los ISP involucrados eran editores de ese material y que, por lo tanto, estaban rompiendo la ley. En agosto de 1996, el inspector jefe Stephen French, de la Unidad de Clubes y Vicios de la Policía Metropolitana, envió una carta abierta a la ISPA solicitando que prohibieran el acceso a una lista de 132 grupos de noticias, muchos de los cuales se consideraba que contenían imágenes pornográficas o texto explícito. 
Esta lista no es exhaustiva y estamos esperando que usted controle sus grupos de noticias identificando y tomando las acciones necesarias contra aquellos otros que contengan dicho material. Como sabrá, la publicación de artículos obscenos es un delito. Esta lista es solo el punto de partida y esperamos, con la cooperación y asistencia de la industria y sus organizaciones comerciales, avanzar rápidamente hacia la erradicación de este tipo de grupos de noticias de Internet ... Estamos muy ansiosos de que todos los proveedores de servicios deberían tomar medidas positivas ahora, sean o no miembros de una asociación comercial. Confiamos en que con su cooperación y autorregulación no será necesario que adoptemos una política de cumplimiento.

La lista se organizó de modo que la primera sección consistiera en grupos de noticias de pedófilos con un título inequívoco, luego continuó con otros tipos de grupos a los que la policía quería restringir el acceso, incluidos alt.binaries.pictures.erotica.cheerleaders y alt.binaries.pictures.erotic.centerfolds. 
Aunque esta acción se llevó a cabo sin ningún debate previo en el Parlamento o en otros lugares, la policía, que parecía estar haciendo todo lo posible para crear y no simplemente para hacer cumplir la ley, no actuaba enteramente por iniciativa propia. Alan Travis, editor de Asuntos Internos del periódico The Guardian, explicó en su libro Bound and Gagged que Ian Taylor, el ministro conservador de ciencia e industria en ese momento, había subrayado una amenaza explícita a los ISP de que si no dejaban de llevar los grupos de noticias en cuestión, la policía actuaría contra cualquier empresa que proporcionara a sus usuarios "material pornográfico o violento". Taylor pasó a dejar en claro que se pedirían leyes que regulen todos los aspectos de Internet a menos que se considere que los proveedores de servicios adoptan de todo corazón la "autorregulación responsable".

El ISP Demon Internet consideró la solicitud de la policía como "censura inaceptable"; sin embargo, su actitud molestó al presidente de ISPA, Shez Hamill.
Se nos presenta como un grupo de comerciantes de pornografía. Ésta es una imagen que debemos cambiar. Muchos de nuestros miembros ya han actuado para eliminar lo peor de Internet. Pero Demon ha aprovechado cada oportunidad para estar solo en este sentido. No les gusta el concepto de nuestra organización.
Después de esto, apareció una exposición sensacionalista de Demon Internet en el periódico Observer, que alegaba que Clive Feather (director de Demon) "proporciona a los pedófilos acceso a miles de fotografías de niños que sufren abusos sexuales".
Durante el verano y el otoño de 1996, la policía del Reino Unido dio a conocer que planeaba allanar un ISP con el objetivo de iniciar un caso de prueba sobre la publicación de material obsceno en Internet. El resultado directo de la campaña de amenazas y presión fue el establecimiento de la Internet Watch Foundation (inicialmente conocida como Safety Net Foundation) en septiembre de 1996.
Facilitadas por el Departamento de Comercio e Industria (DTI), se llevaron a cabo discusiones entre ciertos ISP, la Policía Metropolitana, el Ministerio del Interior y un organismo llamado "Safety Net Foundation" (formado por Dawe Charitable Trust). Esto resultó en el "Acuerdo de red de seguridad R3", donde "R3" se refería al enfoque triple de calificación, informes y responsabilidad. En septiembre de 1996, este acuerdo se celebró entre ISPA, LINX y Safety Net Foundation, que posteriormente pasó a llamarse Internet Watch Foundation. El acuerdo establece requisitos para los ISP asociados con respecto a la identificación y trazabilidad de los usuarios de Internet; los ISP tuvieron que cooperar con la IWF para identificar a los proveedores de contenido ilegal y facilitar la trazabilidad. Demon Internet fue una fuerza impulsora detrás de la creación de la IWF, y uno de sus empleados, Clive Feather, se convirtió en el primer presidente de la Junta de Financiamiento de la IWF y el abogado Mark Stephens en el Primer Presidente de la Junta de Políticas de la IWF. 
La Junta Normativa desarrolló códigos, orientación, supervisión operativa y una línea directa para informar sobre el contenido. La Junta de Financiamiento, compuesta por representantes de la industria y el presidente de la Junta Normativa, proporcionó los medios para las actividades diarias de la IWF según lo establecido y requerido por la Junta Normativa. 
Después de 3 años de operación, la IWF fue revisada para el DTI y el Ministerio del Interior por los consultores KPMG y Denton Hall. Su informe se presentó en octubre de 1999 y dio lugar a una serie de cambios en el papel y la estructura de la organización, y fue relanzado a principios de 2000, respaldado por el gobierno y el DTI, que desempeñó un "papel facilitador en su creación", según un portavoz de DTI. En ese momento, Patricia Hewitt, entonces Ministra de Comercio Electrónico, dijo: "La Fundación Internet Watch juega un papel vital en la lucha contra el material criminal en la Red".
Para contrarrestar las acusaciones de que la IWF estaba sesgada a favor de los ISP, se nombró a un nuevo presidente independiente, Roger Darlington, exjefe de investigación del Sindicato de Trabajadores de la Comunicación.

## IWF y Wikipedia
El 5 de diciembre de 2008, la Internet Watch Foundation incluye en su lista negra un artículo de Wikipedia y su imagen asociada. Los clientes de los principales proveedores de servicios de Internet (95% de los clientes británicos, según la IWF) tienen prohibido acceder a este contenido, que incluye el artículo sobre el álbum de Scorpions Virgin Killer, publicado en 1976, cuya foto de portada fue considerada "potencialmente ilegal" por la IWF.
La imagen, que corresponde al folleto del álbum, disponible en un buen número de tiendas, es visible solo en algunos idiomas del proyecto, debido a la prohibición del uso legítimo en la mayoría de las wikipedias. La posición de Wikimedia frente a esta censura es deplorar el hecho de que todo el artículo esté prohibido, y no solo la ilustración.
Ante el escándalo desencadenado, la IWF dio marcha atrás a los pocos días y levantó el filtro, explicando en un comunicado de prensa que "dada la antigüedad de la imagen y su amplia accesibilidad, se tomó la decisión de eliminar la página web de nuestra lista".